# Kepa Intxaurbe González
Kepa Intxaurbe González (Balmaseda, 1959), és un polític basc.
Des de jove, va treballar com a dissenyador gràfic al periòdic Deia i altres editorials. Es va unir des de jove a EGI del Partit Nacionalista Basc i va estar des de jove en el consell municipal de Balmaseda del PNB. Es va presentar com a candidat en les eleccions municipals espanyoles de 2011 pel Partit Nacionalista Basc i va sortir triat regidor en 2011. A més de regidor, en 2011 va entrar al Govern local i va ser nomenat Regidor de Cultura, Esports i Festes de Balmaseda.